# Estrela d'Oeste

Estrela d'Oeste este un oraș în São Paulo (SP), Brazilia.